# 福田啓作
福田 啓作（ふくだ けいさく、1878年（明治11年） - 1969年（昭和44年）12月27日）は、昭和期に活躍した教育者、郷土史家。邑楽館林地方の郷土史研究のため尽力した。群馬県邑楽郡富永村（現在の邑楽郡千代田町）出身。

## 経歴

### 教育者、公務員として
1899年（明治32年）に群馬師範学校を卒業後、館林町、西谷田村（現板倉町）の小学校教諭を歴任。1913年（大正2年）、多々良村の多々良尋常高等小学校（現館林市立第八小学校）校長となる。1916年（大正5年）には北甘楽郡視学となり、その後は佐波郡豊受村、邑楽郡小泉町、多々良村、館林町の尋常小学校長を歴任した後、1933年（昭和8年）3月に退職した。同年の12月には初代の館林町立図書館館長に就任し、1946年（昭和21年）3月まで同職を務めた。

### 郷土史家として
郷土史の研究に心血をそそぎ、1932年（昭和7年）9月、同じく郷土史家であった寺島錬二と共に「館林郷土史談会」を立ち上げ、同12月に秋元文庫で発会式を執り行った。月1回の例会で会員の研究を発表する場を設け、またその蓄積として『館林郷土叢書』を発行した。館林郷土叢書は戦時下の紙不足のため1943年（昭和18年）で廃刊となったが、月一の例会は戦後も続けられた。個別の研究としては、不明であった館林城鐘銘の応声寺での発見や、愛宕神社での青石地蔵板碑の研究などにより、館林郷土史研究の先鞭をつけた。館林町文化協会より、第1回文化賞を受賞している。

## 人物
- 何事も自分で確かめたものでなければ書物に書かないという、真摯で学究肌の人柄であったが、一方で温厚で人に恨まれるようなことはなかったという[5]。
- 盟友の寺島錬二の死にあたっては、弔辞をあげたいとしてその文面作成を川島維知に依頼したが、告別式の朝文面を受け取り一読したものの、気に入らなかったのか、なぜか告別式ではそれを読まなかった[5]。

## 著作
- 『館林の話』 - 群馬県邑楽郡館林尋常高等小学校、1932年
- 『公園躑躅ケ岡』 - 館林郷土史談会、1934年
- 『名勝躑躅ケ岡』 - 館林町役場花山保勝会、1935年
- 『館林郷土叢書』 - 館林郷土史談館編を主導、第2輯（1936年）～第8輯（1943年）[注釈 3]
- 『官祭館林招魂社誌』 - 官祭館林招魂社七十年祭協賛会、1937年
- 『館林人物誌』（館林文庫） - 寺島錬二との共編、国書刊行会、1980年（1940年刊の復刻）
- 『館林尾曳城誌』 - 館林圖書館、1941年
- 『館林町誌稿 第1・2輯』 - 名著出版、1973年（1942年～1944年刊の復刻）
- 『尾曳稲荷神社誌』 - 尾曳稲荷神社々務所、1980年、没後刊行
- 『福田啓作郷土資料』（館林双書 第21巻） - 館林市教育委員会・館林市立図書館共編、館林市教育委員会、1993年、没後刊行